# 大賀の押被
大賀の押被（おおがのおしかぶせ）は、岡山県高梁市川上町にある地質構造。大賀デッケン、大賀衝上ともいう。1923年（大正12年）、地質学者の小澤儀明によって発見され、1937年（昭和12年）6月15日に国の天然記念物に指定された。

## 概要
岡山県北西部一帯は中生代三畳紀の泥岩・砂岩（成羽層群）の上に、古生代の石灰岩が重なっている場所があるが、これは一般的に行われる地層の堆積順序からすると不自然なことである。このような地層の時代が逆転し、古い地層が上に乗る現象を衝上と言うが、天然記念物に指定された区域は、地質学者の小澤儀明が衝上断層を初めて学会に報告した場所であり、この地で確認された押被（おしかぶせ）構造は後に地質学者の小林貞一によって広範囲に渡り調査され、大賀変動と呼ばれるようになる。大賀デッケンは横からの圧力によって褶曲した地層が横倒しになり（横臥褶曲）、さらに衝上断層によって地層が切れ、新しい地層が古い地層の上に重なったと考えられている。
この地層が切れた際の衝上面と水平面との角度が40度以上である場合を押し被せ断層と呼び、それ以下の低角度をデッケン（Decken)あるいはナッペ（Nappe)という。
なお、大賀デッケンの大賀とは、同地の大字名である大竹と仁賀を合わせたものである。同地を流れる領家川の河底に、天然記念物に指定された地質境界部の露頭があるが、そこを見ただけでは構造は分からない。
今日では不整合も考えられている。